# Janhaugite
La janhaugite è un minerale.